# HMS Cubitt (K512)
HMS Cubitt (K512) là một tàu frigate lớp Captain của Hải quân Hoàng gia Anh hoạt động trong Chiến tranh Thế giới thứ hai. Nó nguyên được Hoa Kỳ chế tạo như chiếc DE-83 (chưa đặt tên), một tàu hộ tống khu trục lớp Buckley, và chuyển giao cho Anh Quốc theo Chương trình Cho thuê-Cho mượn (Lend-Lease). Tên nó được đặt theo Đại tá Hải quân J. Cubitt, hạm trưởng chiếc HMS Mary Rose (1654) và đã từng tham gia các cuộc Chiến tranh Anh-Hà Lan thứ hai và thứ ba. Nó đã phục vụ cho đến khi chiến tranh kết thúc tại Châu Âu, hoàn trả cho Hoa Kỳ năm 1946, và cuối cùng bị bán để tháo dỡ vào năm 1947.

## Thiết kế và chế tạo
Buckley là một trong số sáu lớp tàu hộ tống khu trục được Hải quân Hoa Kỳ chế tạo nhằm đáp ứng nhu cầu hộ tống vận tải trong Thế Chiến II, sau khi Hoa Kỳ chính thức tham chiến vào cuối năm 1941. Chúng hầu như tương tự nhau, chỉ với những khác biệt về hệ thống động lực và vũ khí trang bị. Động cơ của phân lớp Backley bao gồm hai turbine hơi nước General Electric để dẫn động hai máy phát điện vận hành hai trục chân vịt, và dàn vũ khí chính bao gồm 3 khẩu pháo pháo 3 in (76 mm)/50 cal.
Những chiếc phân lớp Buckley (TE) có chiều dài ở mực nước 300 ft (91 m) và chiều dài chung 306 ft (93 m); mạn tàu rộng 37 ft 1 in (11,30 m) và độ sâu mớn nước khi đầy tải là 11 ft 3 in (3,43 m). Chúng có trọng lượng choán nước tiêu chuẩn 1.430 tấn Anh (1.450 t); và lên đến 1.823 tấn Anh (1.852 t) khi đầy tải. Hệ thống động lực bao gồm hai nồi hơi và hai turbine hơi nước General Electric công suất 13.500 mã lực (10.100 kW), dẫn động hai máy phát điện công suất 9.200 kilôwatt (12.300 hp) để vận hành hai trục chân vịt;  công suất 12.000 hp (8.900 kW) cho phép đạt được tốc độ tối đa 23 kn (26 mph; 43 km/h). Con tàu mang theo 359 tấn Anh (365 t) dầu đốt, cho phép di chuyển đến 6.000 nmi (6.900 mi; 11.000 km) ở vận tốc đường trường 12 kn (14 mph; 22 km/h).
Vũ khí trang bị bao gồm pháo 3 in (76 mm)/50 cal trên ba tháp pháo nòng đơn đa dụng (có thể đối hạm hoặc phòng không), gồm hai khẩu phía mũi và một khẩu phía đuôi. Vũ khí phòng không tầm gần bao gồm hai pháo Bofors 40 mm và tám pháo phòng không Oerlikon 20 mm. Con tàu có ba ống phóng ngư lôi Mark 15 21 inch (533 mm). Vũ khí chống ngầm bao gồm một dàn súng cối chống tàu ngầm Hedgehog Mk. 10 (có 24 nòng và mang theo 144 quả đạn); hai đường ray Mk. 9 và bốn máy phóng K3 Mk. 6 để thả mìn sâu. Thủy thủ đoàn đầy đủ bao gồm 200 sĩ quan và thủy thủ.
Cubitt được đặt lườn như là chiếc DE-83 tại xưởng tàu của hãng Bethlehem-Hingham Steel Shipyard ở Hingham, Massachusetts vào ngày 9 tháng 6, 1943 và được hạ thủy vào ngày 11 tháng 9, 1943. Con tàu được chuyển giao cho Anh Quốc và nhập biên chế cùng Hải quân Anh như là chiếc HMS Cubitt (K512) vào ngày 17 tháng 11, 1943 dưới quyền chỉ huy của Hạm trưởng, Thiếu tá Hải quân George Denys Gregory.

## Lịch sử hoạt động
Cubitt được điều động dưới quyền Bộ chỉ huy Nore và phục vụ cùng Đội hộ tống 19 đặt căn cứ tại Harwich cho nhiệm vụ hộ tống vận tải ven biển. Nó không tham dự trực tiếp vào cuộc đổ bộ Normandy vào ngày 6 tháng 6, 1944, nhưng sau đó đã hộ tống các tàu chở quân vận chuyển lực lượng tăng viện đi sang các bãi đổ bộ. Đến cuối năm 1944, nó chuyển sang hoạt động như tàu Frigate Kiểm soát Lực lượng Duyên hải, chỉ huy một chi hạm đội xuồng phóng lôi hoạt động tại eo biển Manche và Bắc Hải nhằm đối phó các tàu E-Boat đối phương.
Cubitt được tái trang bị tại Tilbury trong tháng 2, 1945. Khẩu pháo QF 2-pounder "pom pom" trước mũi được tháo dỡ; hai khẩu Oerlikons 20 mm trước cầu tàu được thay bằng hai khẩu đội Bofors 40 mm; và pháo 3 inch/50 caliber được bổ sung lá chắn mảnh đạn.
Vào đêm 7-8 tháng 4, 1945, Cubitt cùng tàu chị em Rutherford (K558) tuần tra với các xuồng MTB (Motor Torpedo Boat) của họ khi nó đối đầu với một tốp đông tàu E-boat đối phương. Nó nổ súng, gây hư hại nặng cho hai chiếc E-boat và bắn trúng một chiếc thứ ba trước khi đối phương rút lui ra bên ngoài tầm bắn của nó; tuy nhiên một máy bay tuần tra lại tấn công đối phương, xua chúng về hướng các xuồng MTB. Trong cuộc đụng độ ác liệt ở tầm gần diễn ra sau đó, một chiếc E-boat đã va chạm với một xuồng tuần tra MGB (Motor Gun Boat), và Cubitt cứu vớt những người bị thương từ một chiếc MGB khác bị bốc cháy. Sang đêm hôm sau, khi Rutherford và Cubitt đang tuần tra ngoài khơi Ostend, máy bay tuần tra đã dẫn đường cho Rutherford đi đến một đội hình tàu E-boat; trong vòng năm phút hai chiếc E-boat bị đánh chìm và nhiều chiếc khác bị hư hại. Cubitt chỉ kịp bắn vài phát đạn pháo vào số E-boat đang rút lui dưới sự che chở của màn khói ngụy trang. 
Cubitt đã viếng thăm nhiều cảng Hà Lan sau khi vừa được chiếm đóng, và sau khi chiến tranh kết thúc tại châu Âu, nó hộ tống tàu bè đi Oslo, Thụy Điển và Brunsbüttel, Schleswig-Holstein. Sau đó con tàu tham gia vào Chiến dịch Deadlight, đi đến Loch Ryan để kéo những tàu ngầm U-boat Đức đã đầu hàng cùng lực lượng Đồng Minh ra đánh chìm giữa Đại Tây Dương.
Cubitt được chính thức hoàn trả cho Hoa Kỳ vào ngày 4 tháng 3, 1946, nhằm giảm bớt chi phí mà Anh phải trả cho Hoa Kỳ trong Chương trình Cho thuê-Cho mượn (Lend-Lease). Do dư thừa so với nhu cầu về tàu chiến sau khi chiến tranh đã chấm dứt, nó được rút tên khỏi danh sách Đăng bạ Hải quân Hoa Kỳ vào ngày 12 tháng 4, 1946, và cuối cùng bị bán để tháo dỡ vào ngày 7 tháng 3, 1947.